# Campionat del Món individual de pitch and putt
El Campionat del Món individual de pitch and putt és la competició a nivell individual organitzada per la Federació Internacional de Pitch and Putt (FIPPA) que es disputa cada dos anys en l'àmbit mundial.

## Campionat del Món individual 2009
La primera edició es va disputar els dies 25 i 26 d'abril de 2009 al camp de La Grande Motte, a França, on el català Fernando Cano es va proclamar campió del món.
| Campionat del Món individual 2009 | Campionat del Món individual 2009 | Campionat del Món individual 2009 | Campionat del Món individual 2009 | Campionat del Món individual 2009 | Campionat del Món individual 2009 |
| --------------------------------- | --------------------------------- | --------------------------------- | --------------------------------- | --------------------------------- | --------------------------------- |
|                                   |                                   | R1                                | R2                                | R3                                | TOT                               |
| Or                                | Fernando Cano                     | 50                                | 48                                | 48                                | 146                               |
| Argent                            | Ray Murphy                        | 45                                | 57                                | 46                                | 148                               |
| Bronze                            | John Walsh                        | 50                                | 52                                | 48                                | 150                               |
| 4.                                | Marc Lloret                       | 50                                | 56                                | 45                                | 151                               |
| 5.                                | Patrick Luning                    | 50                                | 50                                | 51                                | 151                               |
| 6.                                | Sean Downes                       | 54                                | 49                                | 50                                | 153                               |
| 7.                                | Steve Deeble                      | 52                                | 52                                | 50                                | 154                               |
| 8.                                | Henk-Rik Koetsier                 | 49                                | 50                                | 55                                | 154                               |
| 9.                                | Derek Courtney                    | 55                                | 53                                | 47                                | 155                               |
| 10.                               | Damien Fleming                    | 54                                | 51                                | 50                                | 155                               |